# Stebbins
Stebbins is een plaats (city) in de Amerikaanse staat Alaska en valt bestuurlijk gezien onder Nome Census Area.

## Demografie
Bij de volkstelling in 2000 werd het aantal inwoners vastgesteld op 547.
In 2006 is het aantal inwoners door het United States Census Bureau geschat op 549, een stijging van 2 (0.4%).

## Geografie
Volgens het United States Census Bureau beslaat de plaats een oppervlakte van
95,6 km², waarvan 91,1 km² land en 4,5 km² water.

## Plaatsen in de nabije omgeving
De onderstaande figuur toont nabijgelegen plaatsen in een straal van 112 km rond Stebbins.